# Eois escamata
Eois escamata là một loài bướm đêm trong họ Geometridae.